# Batalla de Pallet
La batalla de Pallet va ser una batalla de la revolta de La Vendée en la qual les tropes republicanes es van enfrontar a les forces de Vendée. Després de patir una derrota a Torfou, el general Canclaux va decidir retirar-se a Nantes, però la seva rereguarda va ser atacada pels vendeans mentre es retiraven. Els generals de Vendée van decidir interrompre la lluita a Pallet i van ordenar una retirada, permetent als republicans tornar a Nantes sense més problemes.

## Desenvolupament
Després de la derrota de les seves tropes a Torfou, el general Canclaux va decidir retirar-se a Nantes. Tanmateix, la rereguarda republicana és atacada pels vendeans mentre es retira.

Segons Kléber, els Vendeans es van apoderar de les ambulàncies i van massacrar 400 ferits:
| « | "Cirurgians, ferits, malalts i carreters, tots van ser massacrats sense pietat per aquests monstres. Les represàlies que es van fer servir posteriorment els van fer expiar aquest acte de barbàrie. Des d'aquell moment d'horror, el soldat justament indignat no ha volgut donar quarter a cap d'aquests canalles». | » |

Però les forces de Vendée eren el doble de nombroses, estaven esperant els reforços de les tropes de Charette i Lescure, però aquests no van aparèixer. En efecte, després de la seva victòria a Montaigu, Charette havia decidit atacar Saint-Fulgent, en poder dels republicans; havia enviat un missatger a Bonchamps demanant-li que retardés l'atac, però aquest va arribar massa tard. Finalment, com que les tropes de Charette i Lescure no podien agafar els republicans per la rereguarda i tallar la seva retirada com estava previst, els generals de Vendée, després d'haver llançat tres ofensives que havien fracassat totes, van decidir interrompre la lluita a Pallet i van ordenar un retirada. Així, els republicans van poder tornar a Nantes sense més preocupació.